# Ischnocampa dolens
Ischnocampa dolens là một loài bướm đêm thuộc phân họ Arctiinae, họ Erebidae.